# Stasimopus bimaculatus
Stasimopus bimaculatus là một loài nhện trong họ Ctenizidae. S. bimaculatus được miêu tả năm 1903 bởi William Frederick Purcell.